# رکسانا (همسر کمبوجیه)
روشنک، در منابع یونانی روشنک به صورت رکسانا نوشته شده است. بر پایه نقل قول از کتاب پرسیکا نوشتهٔ کتزیاس یکی از همسران کمبوجیه دوم بود که فرزندی بدون سر به دنیا آورد. ممکن است که او یکی از دو خواهر کمبوجیه بود که طبق هرودوت ۳٫۳۱٫۶ با او ازدواج کردند.

## نام
رکسانا نامی یونانی برگرفته از نام ایرانی باستان روشنک است. *Raṷxšnā- (ولی نه *Raṷxšā̆nā-) که معادل زنانه همتای مردانه اش *Raṷxšna (که در نوشتار پلوتارک دربارهٔ فرمانده لشکر هزار نفری خشایارشای یکم هخامنشی به کار برده است) برای این نام تا کنون معانی مختلفی در نظر گرفته شد از جمله «شجاع و دلیر» چرا که به افسانه ای به همین نام اشاره می‌کند. معانی دیگر ان به نور (برگرفته شده از روشنایی) مانند سپیده دم خورشید، مشعلدار، روشنایی قبل از طلوع، سیاره زهره بازمی‌گردند. از دیگر معانی روشنک می‌توان به «دشت گل‌های آفتابگردان» یا «گل آفتابگردان» اشاره کرد که گمان می‌رود به کلمات آفتاب و نور که از معانی کلمهٔ روشنایی (ریشه نام روشنک) می‌باشند بازگردند. همچنین درختی نیز به همین نام (نام دیگر:درخت صمغ بلسانی) موجود می‌باشد که اغلب به خاطر وجود خواص دارویی مشهور است.

## ازدواج کمبوجیه
جوآن ام. بیگوود در مقاله ازدواج با محارم در ایران هخامنشی: اسطوره‌ها و واقعیت‌ها می‌نویسد: هرودوت روایت کرده است که کمبوجیه دوم با خواهرش آتوسا و یک خواهر دیگر تنی دیگر که نام او را ذکر نکرده ازدواج کرده است. به فرض صحت در هیچ جای کتاب نیامده است که آتوسا «خواهر تنی» او بوده است. هرودوت نام خواهر دیگر کمبوجیه که همسر او نیز بوده را ذکر نکرده است.

کتزیاس است که از رکسانا به عنوان زن کمبوجیه نام برده است. مشخص نیست که کمبوجیه در روایت کتزیاس چند همسر داشته است. خانواده رکسانا و اصل و نسب او ناشناخته است و چیزی وجود ندارد که نشان دهد کمبوجیه و رکسانا خواهر و برادر هستند. به علاوه، هیچ تضمینی نیست که داستانی که کتزیاس ارائه می‌کند دقیق‌تر از داستان هرودوت باشد.